# Chondracanthodes radiatus
Chondracanthodes radiatus är en kräftdjursart som först beskrevs av Otto Friedrich Müller 1777.  Chondracanthodes radiatus ingår i släktet Chondracanthodes och familjen Chondracanthidae. Inga underarter finns listade i Catalogue of Life.